# Cliff Barker
Clifford Eugene "Cliff" Barker, född 15 januari 1921 i Yorktown i Indiana, död 17 mars 1998 i Satsuma i Florida, var en amerikansk basketspelare.
Baker gick i skola vid University of Kentucky och spelade för Kentucky Wildcats. Barker blev olympisk mästare i basket vid sommarspelen 1948 i London.